# Ортачезус
Ортачезус (итал. Ortacesus) — коммуна в Италии, располагается в регионе Сардиния, в провинции Кальяри.
Население составляет 1009 человек (2008 г.), плотность населения составляет 43 чел./км². Занимает площадь 24 км². Почтовый индекс — 9040. Телефонный код — 070.
Покровителем коммуны почитается святой Пётр, празднование 29 июня.

## Демография
Динамика населения:

## Администрация коммуны
- Официальный сайт: